# Selago rehmannii
Selago rehmannii är en flenörtsväxtart som beskrevs av Robert Allen Rolfe. Selago rehmannii ingår i släktet Selago och familjen flenörtsväxter. Inga underarter finns listade i Catalogue of Life.